# Cathédrale Notre-Dame de Chine
La cathédrale Notre-Dame de Chine ( Mandarin : 中华圣母主教座堂 Zhōnghuá shèngmǔ zhǔjiào zuò táng) est un édifice religieux et le siège de l'Archidiocèse de Nanning en Guangxi. Elle est sous la gouvernance de l'archevêque Joseph Tan Yanquan, archevêque de ce même archidiocèse. 

## Galerie

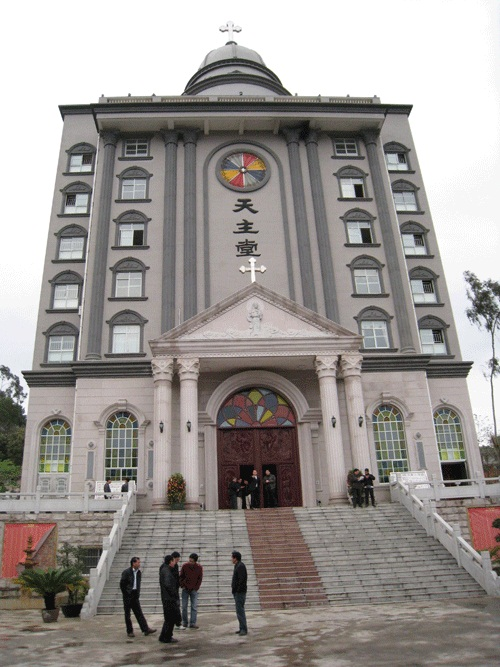
Le bâtiment en 2012.